# Phare de Buchan Ness
Le phare de Buchan Ness est un phare construit sur une île reliée par un pont à Buchan Ness (ou Cap Buchan)
dans le petit village de Boddam, dans l'ancien comté d'Aberdeenshire (maintenant intégré dans le Grampian, au nord-est de l'Écosse.
Ce phare est géré par le Northern Lighthouse Board (NLB) à Édimbourg, l'organisation de l'aide maritime des côtes de l'Écosse.

## Histoire
La zone autour du promontoire de Cap Buchan fut, pendant de nombreux siècles, le point de départ de la chasse à la baleine et de son commerce en direction d'Arkhangelsk, le Groenland et le Spitzberg parmi d'autres destinations. Au fil du temps, beaucoup de navires y firent naufrages à cause du mauvais temps. En 1819, une pétition fut envoyée à l'ancien service des phares, devenu le Northern Lighthouse Board, pour ériger un phare dans le voisinage. C'est l'ingénieur civil écossais Robert Stevenson qui décida de son emplacement. Sa construction en granit fut achevée en 1825 et la lumière fut établi en 1827.
Le phare est haut de 36 m. C'est une tour ronde, avec galerie et lanterne, peinte en blanc.La lanterne est noire et les deux bandes rouges ont été peintes en 1907 pour une meilleure visibilité, aidant es bateaux de passage à mieux déterminer leur position. Pendant de nombreuses années une corne de brume (localement connu comme le Boddam Cow ou Boddam Bear) y avait été installée, modernisée en 1978 et définitivement abandonnée en 2000.
Le phare émet, à 40 m au-dessus du niveau de la mer, une lumière blanche toutes les 5 secondes qui, avec la lampe actuelle, est visible jusqu'à 52 km.
Ce phare est proche du point le plus à l'est de l'Écosse, situé à Peterhead, 3 km au nord.
L'île a été achetée en 2006. Les maisons des gardiens et d'autres bâtiments annexes ont été préservés. Elles servent, depuis 2008, pour des locations de vacances.
Identifiant : ARLHS : SCO-024 - Amirauté : A3280 - NGA : 2740.